# Trevor Eve
Pour les articles homonymes, voir Eve (homonymie).
Trevor Eve, né le 1er juillet 1951 à Birmingham, est un acteur britannique de cinéma et de télévision.

## Biographie

### Vie privée
Il est marié avec l'actrice Sharon Maughan. Une de ses filles, Alice Eve, est aussi actrice.

## Filmographie

### Cinéma
- 1979 : Dracula
- 1989 : Scandal
- 1998 : Alice au pays des merveilles : À travers le miroir (producteur)
- 1998 : Appetite
- 2002 : Possession
- 2004 : Troie
- 2010 : Trop belle !
- 2014 : Death of a Farmer
- 2025 : Red Sonja de M. J. Bassett

### Télévision
- 1979-1980 : Enquête en direct (Shoestring) (série télévisée) : Eddie Shoestring
- 1984 : Nuits secrètes (Lace) de William Hale (téléfilm) : Tom Schwartz
- 1985-1986 : Chasseurs d'ombres (Shadow Chasers) (série télévisée) : Professeur Jonathan MacKensie
- 1999 : David Copperfield (David Copperfield) de Simon Curtis (téléfilm) : Edward Murdstone
- 2000-2011 : Meurtres en sommeil (Waking the Dead) (série télévisée) : Commissaire Peter Boyd
- 2015 : The Interceptor (série télévisée) : Roach
- 2015 : Unforgotten (série télévisée) : Sir Philip Cross
- 2018 - 2022 : A Discovery of Witches : Gerbert d'Aurillac

## Distinctions et récompenses
- En 1982 il remporte un Laurence Olivier Award pour son rôle dans Children of a Lesser God.
- En 1997 il remporte un second Olivier Award pour son rôle dans Uncle Vanya.